# Sergej Mozjakin
Sergej Valer'evič Mozjakin (in russo Серге́й Вале́рьевич Мозя́кин?; 30 marzo 1981) è un hockeista su ghiaccio russo.

## Palmarès

### Olimpiadi
- 1 medaglia[1]:
  - 1 oro (Pyeongchang 2018)

### Mondiali
- 6 medaglie[2]:
  - 2 ori (Canada 2008; Svizzera 2009)
  - 2 argenti (Germania 2010; Repubblica Ceca 2015)
  - 2 bronzi (Russia 2016; Germania/Francia 2017)